# Christian Gaidet
Christian Gaidet (Bourg-Saint-Maurice, 31 dicembre 1963) è un ex sciatore alpino francese, vincitore della Nor-Am Cup nel 1986.

## Biografia
Specialista delle prove tecniche, Gaidet ottenne il primo piazzamento internazionale in occasione dei Mondiali di Bormio 1985, dove si classificò 12º nello slalom gigante. In Coppa del Mondo ottenne il primo piazzamento il 15 dicembre 1985 in Alta Badia in slalom gigante (11º) e colse come migliori risultati due quarti posti, il 23 febbraio 1986 a Åre in combinata e il 18 marzo seguente a Lake Placid in slalom gigante; in quella stessa stagione 1985-1986 si aggiudicò la Nor-Am Cup generale.
Ai XV Giochi olimpici invernali di Calgary 1988, sua unica presenza olimpica, fu 18º nello slalom gigante e non completò lo slalom speciale; l'anno dopo ai Mondiali di Vail 1989, sua ultima presenza iridata, si classificò 10º nello slalom gigante. Il suo ultimo piazzamento agonistico fu il 15º posto ottenuto nello slalom gigante di Coppa del Mondo disputato il 14 gennaio 1990 in Alta Badia.

## Palmarès

### Coppa del Mondo
- Miglior piazzamento in classifica generale: 24º nel 1986

### Nor-Am Cup
- Vincitore della Nor-Am Cup nel 1986[senza fonte]

### Campionati francesi
- 2 medaglie (dati parziali, dalla stagione 1984-1985):
  - 2 ori (slalom speciale[senza fonte] nel 1985; slalom gigante[senza fonte] nel 1986)